# ヒメハイイロチュウヒ

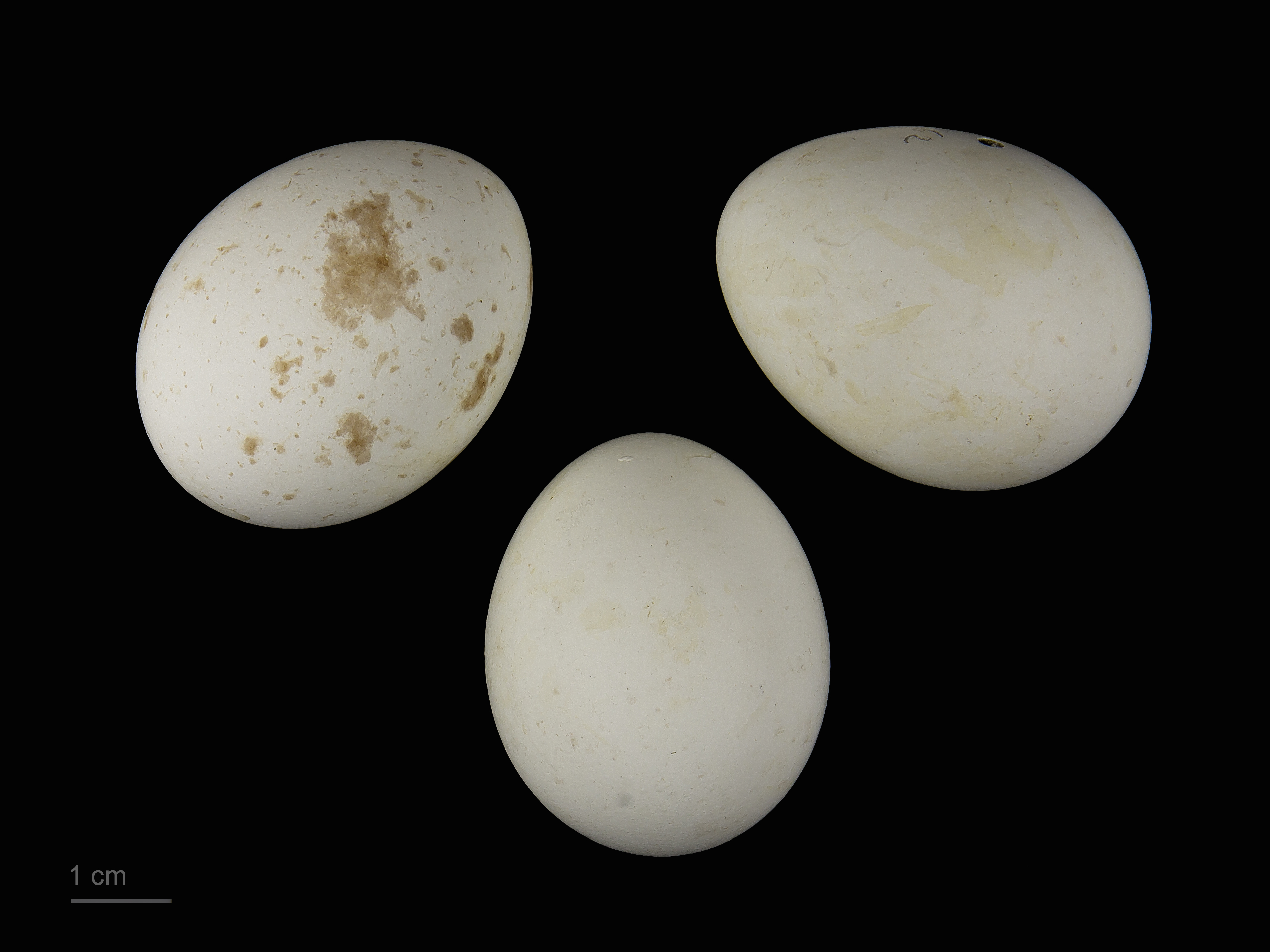
Circus pygargus

ヒメハイイロチュウヒ（姫灰色沢鵟、Circus pygargus）は、鳥綱タカ目タカ科チュウヒ属に分類される鳥。